# Teoria de l'ímpetu
La teoria de l'ímpetu és una doctrina elaborada a Alexandria (Egipte) durant l'època medieval per part de científics àrabs o llatins per tal de millorar la física aristotèlica i explicar el moviment dels cossos físics.
Segons Aristòtil existeixen dos tipus de moviments, el moviment natural, que porta els objectes cap al seu lloc d'origen i el moviment violent, impulsat per un objecte cap a un altre. Aristòtil explica que, per exemple, quan una pedra es desplaça deixa un buit darrere d'ella, buit que es torna a omplir d'aire i que contribueix a empènyer la pedra cap endavant.

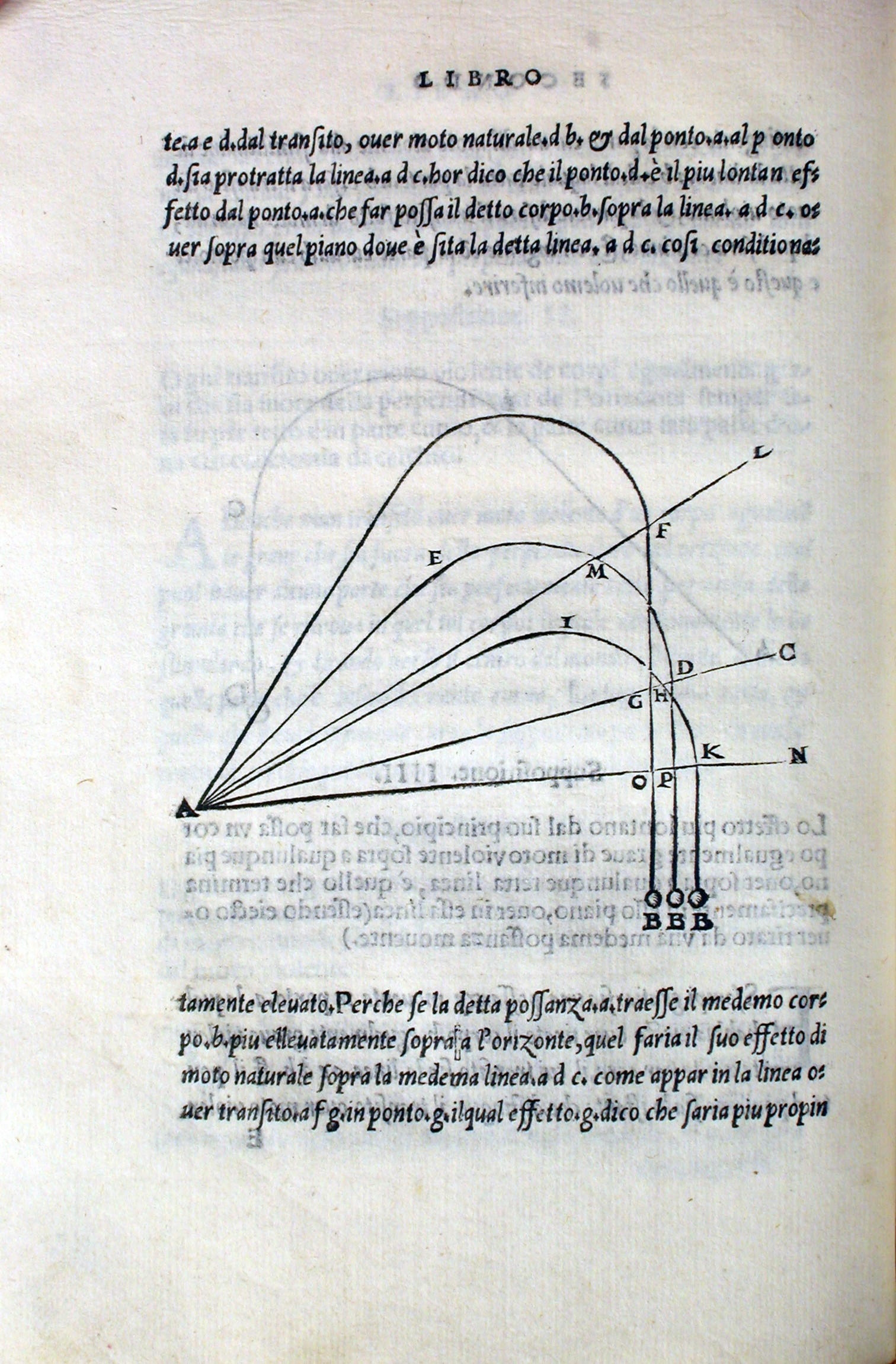
Corbes balístiques de Tartaglia en una edició de 1606

Aquesta darrera explicació serà contestada a Alexandria i en època medieval i donarà lloc a una altra explicació que és la de l'ímpetu. Segons aquesta teoria, l'acció inicial efectuada sobre la pedra li comunica un ímpetu, i és aquest ímpetu qui manté el moviment. L'ímpetu perd a poc a poc la seva força a causa de la penetració de la pedra en el medi aeri, i una vegada que l'ímpetu s'esgota, la pedra pren el seu moviment natural i cau. Entre el que van desenvolupar aquesta teoria es troben Joan Philopon (filòsof de l'escola neoplatònica d'Alexandria) a més d'Avicena, Avempace, at-Tussí, Buridan, Oresme, Nicolas de Cues i encara és perceptible en Tartaglia.
La noció d'ímpetus va desaparèixer al curs del segle xvii per donar lloc a la de quantitat de moviment, i la força viva, antic nom de l'energia cinètica. L'energia cinètica es recolza en el principi de la conservació de l'energia en canvi l'ímpetus ho fa en el seu esgotament.